# La Petite Sirène (film, 2018)
Pour les articles homonymes, voir La Petite Sirène (homonymie).
Pour plus de détails, voir Fiche technique et Distribution.
La Petite Sirène (The Little Mermaid ) est un film fantastique américain réalisé par Blake Harris et Chris Bouchard, sorti en 2018. Il s'agit d'une nouvelle adaptation cinématographique, inspirée du conte éponyme de Hans Christian Andersen.

## Fiche technique
Sauf indication contraire, les informations mentionnées dans cette section peuvent être confirmées par la base de données cinématographiques IMDb,  présente dans la section « Liens externes ».
- Titre original : The Little Mermaid
- Titre français : La Petite Sirène
- Réalisation : Blake Harris et Chris Bouchard (co-réalisateur)
- Scénario : Blake Harris, d'après La Petite Sirène de Hans Christian Andersen
- Direction artistique : Resit Kurt, Mert Kültür et Claire Peberdy
- Décors : Jennifer Chandler
- Costumes : Beverly Safier
- Photographie : Neil Oseman
- Montage : Colleen Halsey et Richard Halsey
- Musique : Jeremy Rubolino
- Casting : Ed Arenas et Valerie McCaffrey
- Production : Armando Gutierrez et Robert Molloy
  - Producteur délégué : Ed Arenas, Carrie Lynn Certa, Chip Lane et Fabio W. Silva
- Sociétés de production : Conglomerate Media et Kingsway Productions
- Société de distribution : Netflix et AMC Theatres
- Budget : $5 million[1]
- Pays de production :  États-Unis
- Langue originale : anglais
- Format : couleur
- Genre : fantasy
- Durée : 85 minutes
- Dates de sortie :
  - États-Unis : 17 août 2018
  - Monde : 1er décembre 2018 (Netflix)

## Distribution
- William Moseley : Cam Harrison
- Poppy Drayton : Elizabeth
- Loreto Peralta : Elle
- Armando Gutierrez : Locke
- Shirley MacLaine (VF : Sylvie Ferrari) : Elle grand-mère
- Gina Gershon : Peggy Gene
- Shanna Collins : Thora
- Jo Marie Payton-Noble : Lorene
- Tom Nowicki : Sid
- Lexy Kolker : Lily
- Claire Ryann : Rose